# فرانك مكنمارا
فرانك مكنمارا (بالإنجليزية: Frank McNamara)‏ هو طيار أسترالي، ولد في 4 أبريل 1894 في Rushworth, Victoria ‏ في أستراليا، وتوفي في 2 نوفمبر 1961 في باكينغهامشير في المملكة المتحدة.